# Haldern Pop Recordings
Haldern Pop Recordings ist ein deutsches Independent-Plattenlabel aus Rees-Haldern am Niederrhein. 
Das Label wurde 2004 von der Konzertveranstaltungsagentur Raum 3 gegründet, die neben dem Label auch für das seit 1984 stattfindende Haldern Pop Festival verantwortlich ist. Am 22. Oktober 2009 eröffnete in Haldern die Haldern Pop Bar. Dort finden regelmäßig auch Konzerte statt.
Die erste Veröffentlichung war die Live-EP der dänischen Band Under Byen „Live at Haldern Pop“. Seit der Gründung des Labels wurden über Haldern Pop Recordings ca. 70 Tonträger veröffentlicht, unter anderem von internationalen Bands wie The Soundtrack of Our Lives (TSOOL), Friska Viljor, William Fitzsimmons, The Black Atlantic, Isbells, Steve Cradock (Gitarrist von Paul Weller und Mitbegründer von Ocean Colour Scene), Shout Out Louds, Wendy McNeill, Emanuel and the Fear und Julia Marcell. 
The Soundtrack of Our Lives stiegen im Jahr 2012 mit ihrem aktuellen und zugleich letzten Album Throw It to the Universe in ihrem Heimatland Schweden auf Platz 1 der Albumcharts ein.
Die Band löste sich nach 17-jähriger Bandgeschichte zum Ende 2012 auf.
Julia Marcell wurde im Jahr 2012 mit ihrem Album June für 7 polnische Grammys nominiert und zur „Woman of the year“ gewählt. In den Intro Jahrescharts „Song des Jahres 2012“ belegte Honig mit seinem Song For Those Lost at Sea Platz 9.
Neben der Veröffentlichung von Tonträgern gründete Haldern Pop Recordings im Jahr 2012 mit Edition Haldern Pop Music einen eigenen Musikverlag. Gleichzeitig wechselte das Label seinen Vertriebspartner und veröffentlicht seine Tonträger mit Rough Trade Distribution.

## Künstler
- Alcoholic Faith Mission
- Amphibic
- Bergfilm
- Chris Pureka
- Dag För Dag
- Daniel Benjamin
- Das Pop
- Dry the River
- Ebbot Lundberg
- Emanuel and the Fear
- Fabrizio Cammarata
- Friska Viljor
- GEM
- Giant Rooks
- Grand Island
- Hjaltalin
- HONIG
- Hope
- Isbells
- Jonas David
- Julia Marcell
- Liam Finn
- Marching Band
- Mintzkov
- Money for Rope
- Puts Marie
- Sean Noonan
- Shout Out Louds
- Socalled
- Someday Jacob
- Steve Cradock
- Terra Profonda
- The Black Atlantic
- The Lytics
- The Revs
- The Slow Show
- The Soundtrack of Our Lives
- Under Byen
- Union Carbide Productions
- Wendy McNeill
- Wildbirds & Peacedrums
- William Fitzsimmons
- Zita Swoon

## Veröffentlichungen
| Lfd. Nr. | Interpret                            | Titel                                            | Format        | VÖ-Datum           |
| -------- | ------------------------------------ | ------------------------------------------------ | ------------- | ------------------ |
| 1        | Under Byen                           | Live At Haldern Pop                              | 12inch EP, CD | 5. April 2004      |
| 2        | Das Pop                              | The Human Thing                                  | Vinyl, CD     | 8. November 2004   |
| 3        | GEM                                  | Tell Me What's New                               | CD            | 11. April 2005     |
| 4        | Zita Swoon                           | A Song About A Girl                              | CD            | 9. Mai 2005        |
| 5        | The Revs                             | The Revs                                         | Vinyl, CD     | 28. April 2006     |
| 6        | GEM                                  | Escapades                                        | Vinyl, CD     | 25. August 2006    |
| 7        | Daniel Benjamin                      | Daniel Benjamin                                  | Vinyl, CD     | 2006               |
| 8        | Grand Island                         | Say No To Sin                                    | CD            | 27. April 2007     |
| 9        | Shout Out Louds                      | Impossible                                       | 7inch Vinyl   | 10. Mai 2007       |
| 10       | Shout Out Louds                      | Our Ill Wills                                    | Vinyl, CD     | 25. Mai 2007       |
| 11       | Amphibic                             | Film In My Head                                  | CD            | 17. Februar 2008   |
| 12       | Mintzkov                             | 360°                                             | CD            | 28. März 2008      |
| 13       | Grand Island                         | Boys & Brutes                                    | CD            | 25. April 2008     |
| 14       | Liam Finn                            | I'll Be Lightning                                | CD            | 24. Oktober 2008   |
| 15       | Amphibic                             | There Were Millions Of Them                      | CD            | 14. November 2008  |
| 16       | William Fitzsimmons                  | Goodnight                                        | Vinyl, CD     | 14. November 2008  |
| 17       | Hjaltalin                            | Sleepdrunk Season                                | Vinyl, CD     | 6. März 2009       |
| 18       | Marching Band                        | Sparke Large                                     | Vinyl, CD     | 27. März 2009      |
| 19       | The Soundtrack of Our Lives          | Communion                                        | Vinyl, CD     | 24. April 2009     |
| 20       | Wildbirds & Peacedrums               | The Snake                                        | CD            | 6. Mai 2009        |
| 21       | Mintzkov                             | M For Means and L for Love                       | CD            | 15. Mai 2009       |
| 22       | Wendy McNeill                        | A Dreamers Guide To Hardcore Living              | CD            | 5. Juni 2009       |
| 23       | Friska Viljor                        | For New Beginnings                               | Vinyl, CD     | 16. Oktober 2009   |
| 24       | Daniel Benjamin                      | There's a Monster Under Your Deathbed            | CD            | 23. Oktober 2009   |
| 25       | Dag För Dag                          | Boo                                              | Vinyl, CD     | 12. Februar 2010   |
| 26       | Mintzkov                             | Rising Sun Setting Sun                           | CD            | 7. Mai 2010        |
| 27       | Daniel Benjamin                      | There's a Deathbed For Your Monster              | CD            | 2. Juli 2010       |
| 28       | Steve Cradock                        | Kundalini Target                                 | Vinyl, CD     | 8. Oktober 2010    |
| 29       | Wildbirds & Peacedrums               | Iris                                             | 12inch EP     | 26. November 2010  |
| 30       | Wildbirds & Peacedrums               | Retina                                           | 12inch EP     | 26. November 2010  |
| 31       | Wildbirds & Peacedrums               | Rivers                                           | 2 EP CD       | 26. November 2010  |
| 32       | Isbells                              | Isbells                                          | CD            | 18. Februar 2011   |
| 33       | Friska Viljor                        | The Beginning Of The Beginning Of The End        | Vinyl, CD     | 25. März 2011      |
| 34       | Dry the River                        | New Cerenomy                                     | 7inch Vinyl   | 8. April 2011      |
| 35       | The Black Atlantic                   | Reverence For Fallen Trees                       | Vinyl, CD     | 15. April 2011     |
| 36       | Steve Cradock                        | Last Days Of The Old World                       | 7inch Vinyl   | 10. Mai 2011       |
| 37       | Wendy McNeill                        | For The Wolf, A Good Meal                        | CD            | 10. Mai 2011       |
| 38       | The Soundtrack of Our Lives          | Golden Greats No. 1                              | Vinyl, CD     | 15. Juli 2011      |
| 39       | Steve Cradock                        | Peace City West                                  | CD            | 22. Juli 2011      |
| 40       | Socalled                             | Ghettoblaster                                    | CD            | 19. September 2011 |
| 41       | Julia Marcell                        | June                                             | CD            | 30. September 2011 |
| 42       | Emanuel and the Fear                 | Hands                                            | EP            | 27. Januar 2012    |
| 43       | The Soundtrack of Our Lives          | Throw It to the Universe                         | Vinyl, CD     | 22. Juni 2012      |
| 44       | The Black Atlantic                   | Darkling, I Listen                               | 12inch EP, CD | 10. August 2012    |
| 45       | Emanuel and the Fear                 | The Janus Mirror                                 | CD            | 14. September 2012 |
| 46       | Honig                                | Empty Orchestra                                  | Vinyl, CD     | 21. September 2012 |
| 47       | Honig                                | In My Drunken Head                               | Digital       | 8. März 2013       |
| 48       | Honig                                | It's Not A Hummingbird, It's Your Father's Ghost |               | 22. August 2014    |
| 49       | Wendy McNeill                        | One Colour More                                  |               | 26. September 2014 |
| 50       | Money for Rope                       | Money For Rope                                   |               | 30. Januar 2015    |
| 51       | The Slow Show                        | White Water                                      |               | 6. März 2015       |
| 52       | Alcoholic Faith Mission              | Orbitor                                          |               | 13. März 2015      |
| 53       | Someday Jacob                        | It Might Take A While                            |               | 24. Juli 2015      |
| 54       | Ebbot Lundberg & The Indigo Children | For The Ages To Come                             |               | 22. April 2016     |
| 55       | Chris Pureka                         | Back In The Ring                                 |               | 16. September 2016 |
| 56       | The Slow Show                        | Dream Darling                                    |               | 30. September 2016 |
| 57       | Giant Rooks                          | New Estate                                       |               | 27. Januar 2017    |
| 58       | Bergfilm                             | Constants                                        |               | 3. März 2017       |
| 59       | Sean Noonan                          | Man No Longer Me                                 |               | 29. September 2017 |
| 60       | Hope                                 | Hope                                             |               | 20. Oktober 2017   |
| 61       | Fabrizio Cammarata                   | Of Shadows                                       |               | 17. November 2017  |
| 62       | Jonas David                          | Five Stones                                      |               | 17. Dezember 2017  |
| 63       | Someday Jacob                        | Everybody Knows Something Good                   |               | 8. Dezember 2017   |
| 64       | Terra Profonda                       | Terra Profonda                                   |               | 6. Juli 2018       |
| 65       | Honig                                | The Last Thing The World Needs                   |               | 24. August 2019    |
| 66       | The Lytics                           | Float On                                         |               | 7. September 2019  |
| 67       | Puts Marie                           | Catching Bad Temper                              |               | 22. Februar 2019   |
| 68       | Money for Rope                       | Picture Us                                       |               | 8. März 2019       |
| 69       | Fabrizio Cammarata                   | Lights                                           |               | 5. April 2019      |

## Festivalsampler
In den Jahren 1998–2006 produzierte Haldern Pop unter dem Titel „Vollmilch“ eine Festivalcompilation. Die jeweiligen CDs beinhalteten eine Auswahl von Liedern der Bands, die auf dem Festival spielten.